# Крумбах (Швабия)
Крумбах (нем. Krumbach) — город в Германии, в земле Бавария.
Подчинён административному округу Швабия. Входит в состав района Гюнцбург. Население составляет 12 493 человека (на 31 декабря 2010 года). Занимает площадь 44,75 км². Официальный код — 09 7 74 150.

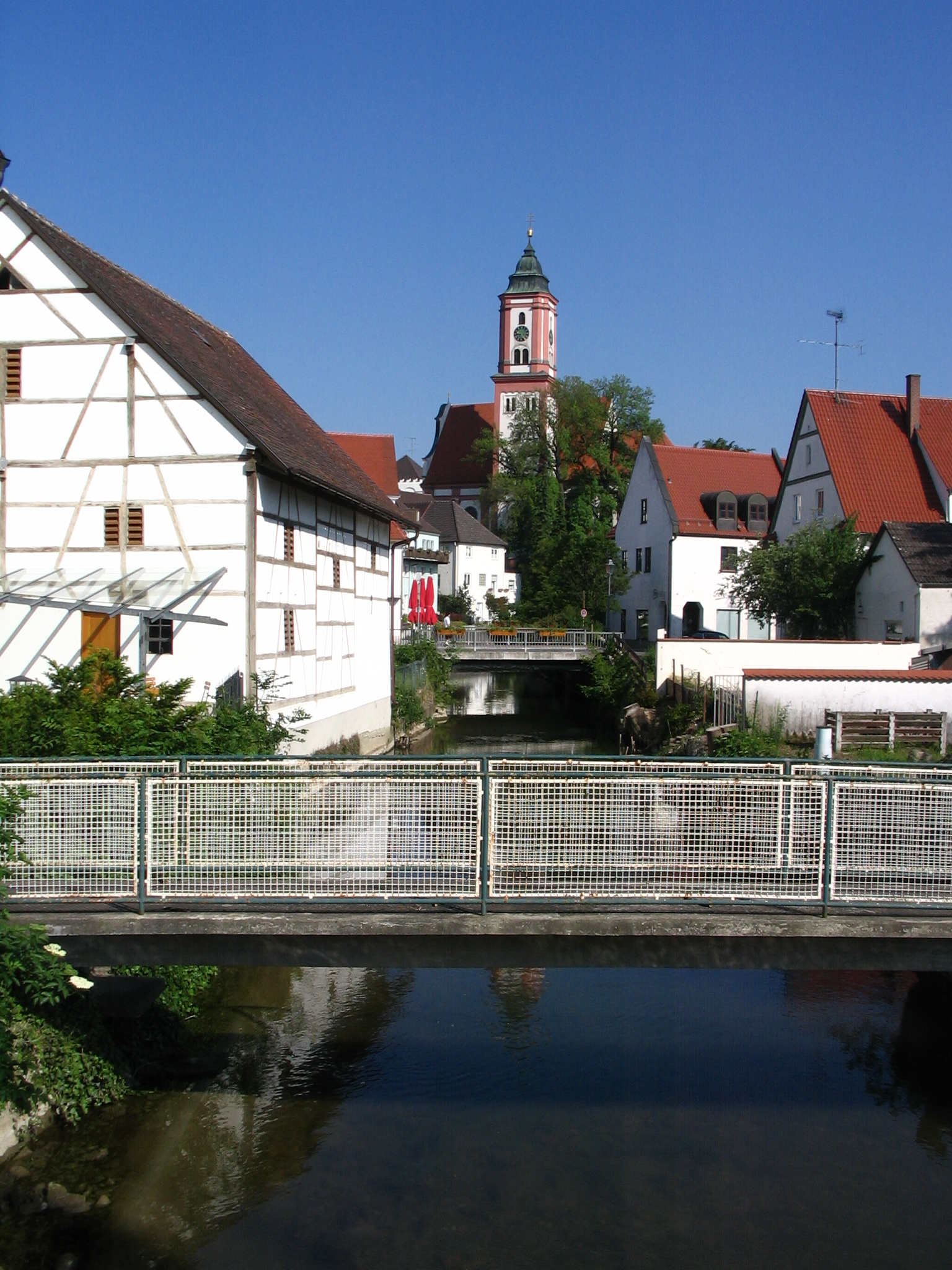
Ручей Крумбах